# Wind (Italie)
Pour les articles homonymes, voir Wind.
Wind Telecomunicazioni S.p.A., plus connue sous le nom de Wind, était une société italienne de télécommunications du groupe VimpelCom Ltd., qui proposait des services de téléphonie mobile et, par l'intermédiaire d'Infostrada, également des services de téléphonie fixe, Internet et IPTV.
Elle a été fondée le 1er décembre 1997 par Enel, France Télécom et Deutsche Telekom, puis est passée en 2005 sous le contrôle de Weather Investments, qui fera partie en 2011 du groupe VimpelCom.
Le 31 décembre 2016, la fusion entre 3 Italia et Wind dans Wind Tre a été finalisée. Ce projet de fusion, mené par CK Hutchison Holdings et VimpelCom, prévoyait la création d'une coentreprise à parts égales pour combiner les services de téléphonie en Italie,. Cependant, la marque Wind est restée active jusqu'au 16 mars 2020, date à laquelle elle a été remplacée par la marque unique Wind Tre.
Wind comptait 21,6 millions de clients mobiles avec une part de marché de 22,9% (derrière TIM et Vodafone) et 2,8 millions de clients fixes avec une part de marché de 13,2% (ce qui en fait le deuxième opérateur de téléphonie fixe, derrière TIM). L'entreprise distribuait ses produits par l'intermédiaire d'un réseau de 159 magasins en propre et d'environ 498 points de vente franchisés exclusifs sous la marque Wind, ainsi que de 396 chaînes de magasins d'électronique.

## Histoire
Wind a été créée le 1er décembre 1997 par Enel, France Télécom et Deutsche Telekom, qui ont vendu Wind en 2005 à Weather Investments,.
En 1999, Olivetti vend Infostrada à Mannesmann et en 2001, elle deviendra la propriété d'Enel, qui l'intégrera en 2002 à Wind, qui continuera à utiliser la marque.
En 2006, le groupe a nommé Khaled Bichara au poste de directeur des opérations de l'entreprise.
En 2011, Wind est devenue une partie du groupe VimpelCom, après une fusion entre la société russe et l'égyptien Orascom Telecom: le nouveau groupe a nommé Khaled Bichara président de Wind et Ossama Bessada PDG, après le départ de Luigi Gubitosi.
Wind a été le troisième opérateur mobile à rejoindre le marché italien, après TIM (anciennement SIP) et Vodafone (anciennement Omnitel).
Wind exploitait un réseau GSM (900/1800/E900), GPRS, EDGE, UMTS (appel vidéo et haut débit mobile), HSPA et LTE. Alors que le réseau GSM/GPRS/EDGE est disponible presque partout, l'UMTS, le HSPA et le LTE continuent de se développer dans le pays. Wind est également le fournisseur exclusif d'i-mode pour l'Italie.
En avril 2013, Wind a annoncé qu'il investirait 1,3 milliard de dollars dans la construction d'un réseau haut débit mobile de quatrième génération (4G) pour rattraper ses rivaux TIM et Vodafone.
En 2015 et 2016, un accord a été conclu entre CK Hutchison Holdings, propriétaire de 3 Italia, et VimpelCom pour la création d'une coentreprise à parts égales en Italie.
Le 31 décembre 2016, Wind a fusionné avec 3 Italia pour former Wind Tre.
Malgré la fusion, les marques Wind et Infostrada ont continué à fonctionner indépendamment de la marque 3 Italia dans le secteur privé.
Le 23 mai 2017, Wind Business a fusionné avec 3 Business, donnant ainsi naissance à Wind Tre Business, qui regroupe tous les services dédiés aux clients et aux entreprises assujettis à la TVA.
Le 16 mars 2020, après la fusion des réseaux mobiles Wind-3 achevée fin 2019, la société a procédé à un rebranding, remplaçant les anciennes marques Wind et 3 Italy par la nouvelle marque unique Wind Tre, tant pour la téléphonie mobile que pour la téléphonie fixe.

## Récompenses
En 2009, elle a lancé un projet baptisé 10decimi qui visait à faciliter la communication entre les donateurs et les associations caritatives qu'ils soutiennent. L'entreprise lui a valu le prix « Lombard Elite – The Milan Finance Company » pour son engagement en matière de responsabilité sociale des entreprises.
En 2015, elle a reçu le titre d'opérateur de télécommunications de l'année en Italie.

## Sponsoring
Wind a été le sponsor principal du club de football A.S. Roma de 2007 à 2013.

## Infostrada

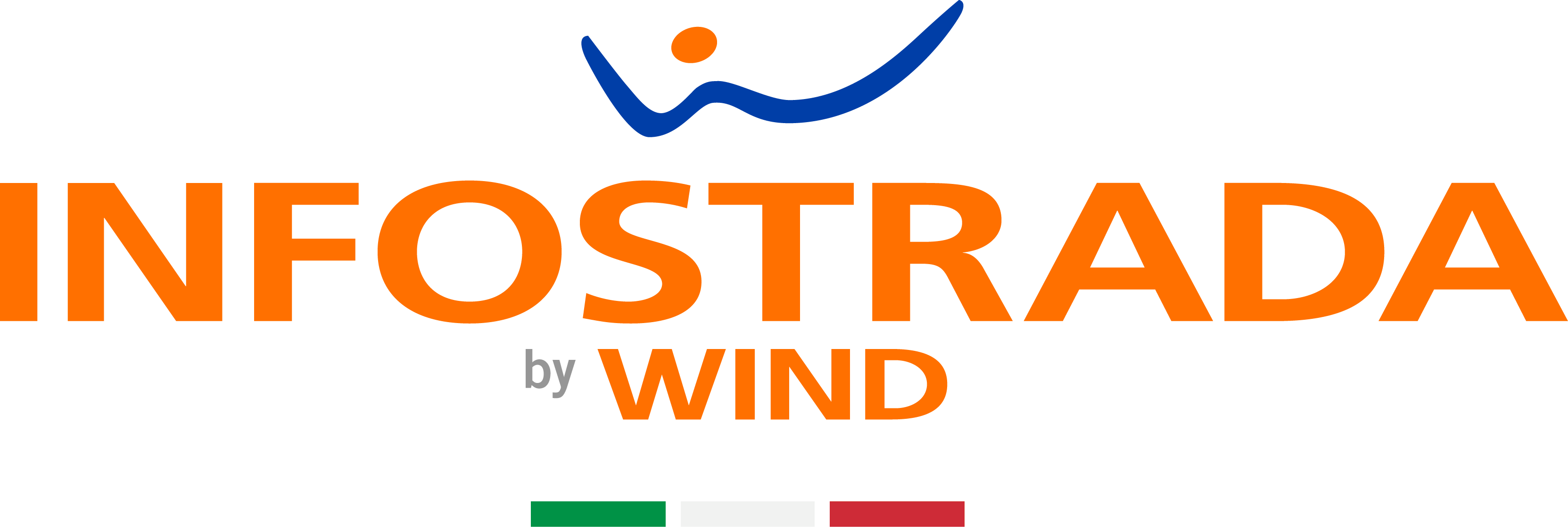
Infostrada

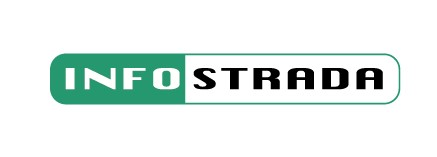
1996–2002
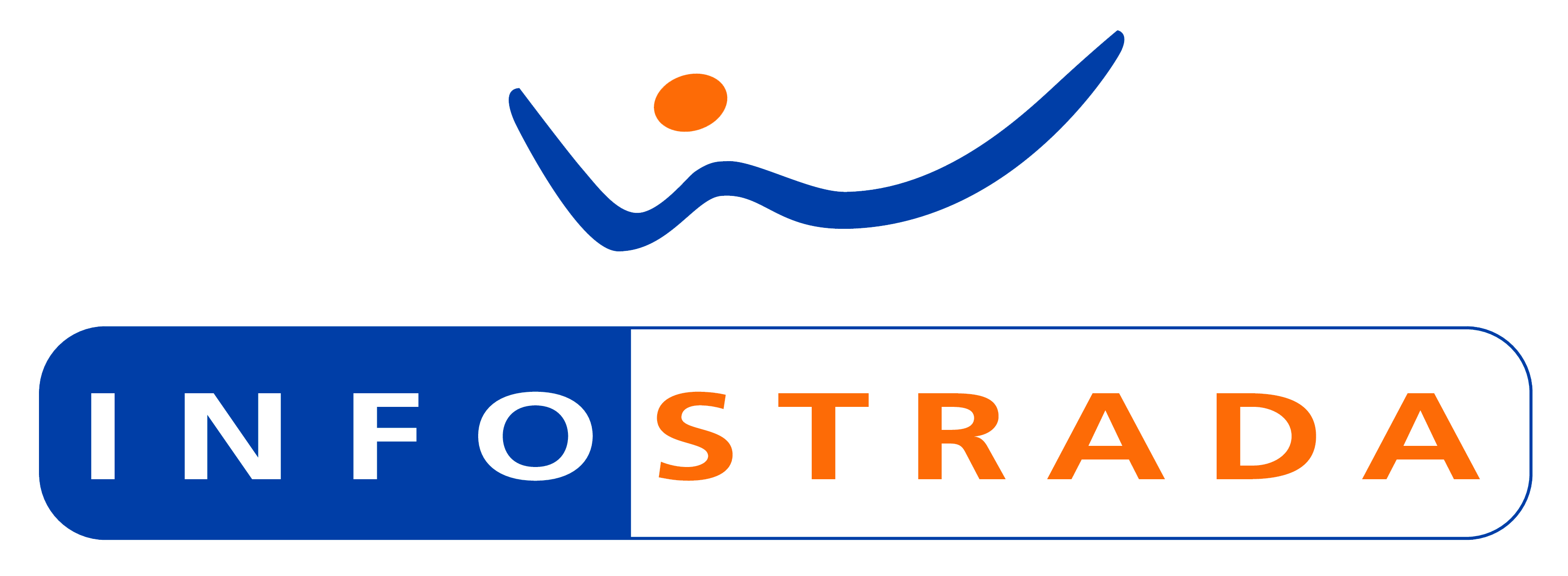
2002–2006
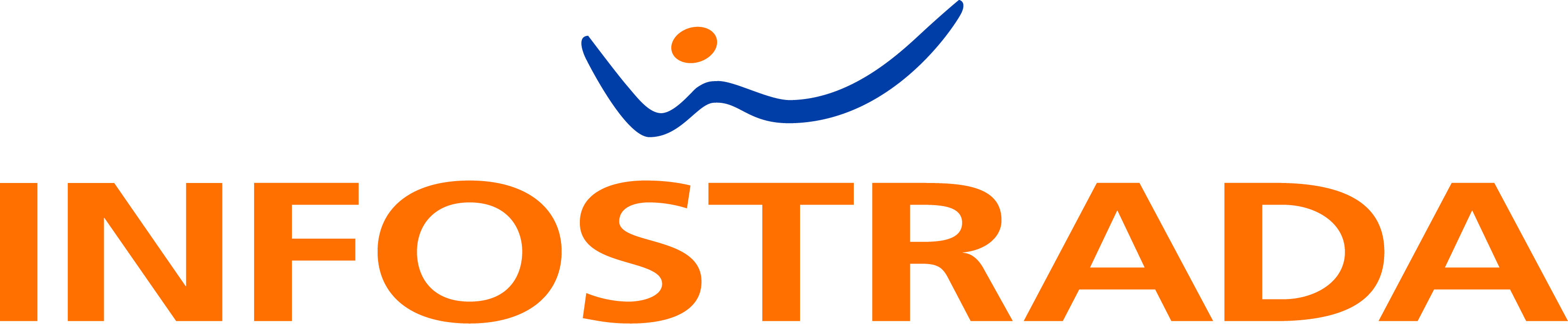
2006–2012
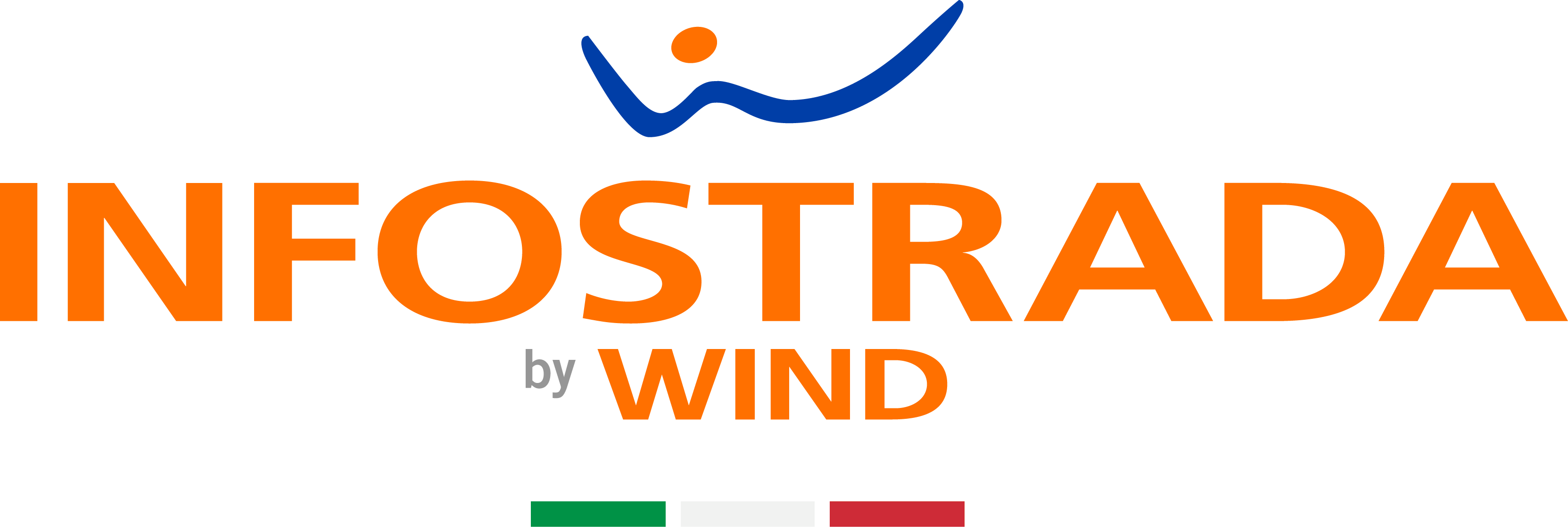
2012–2017
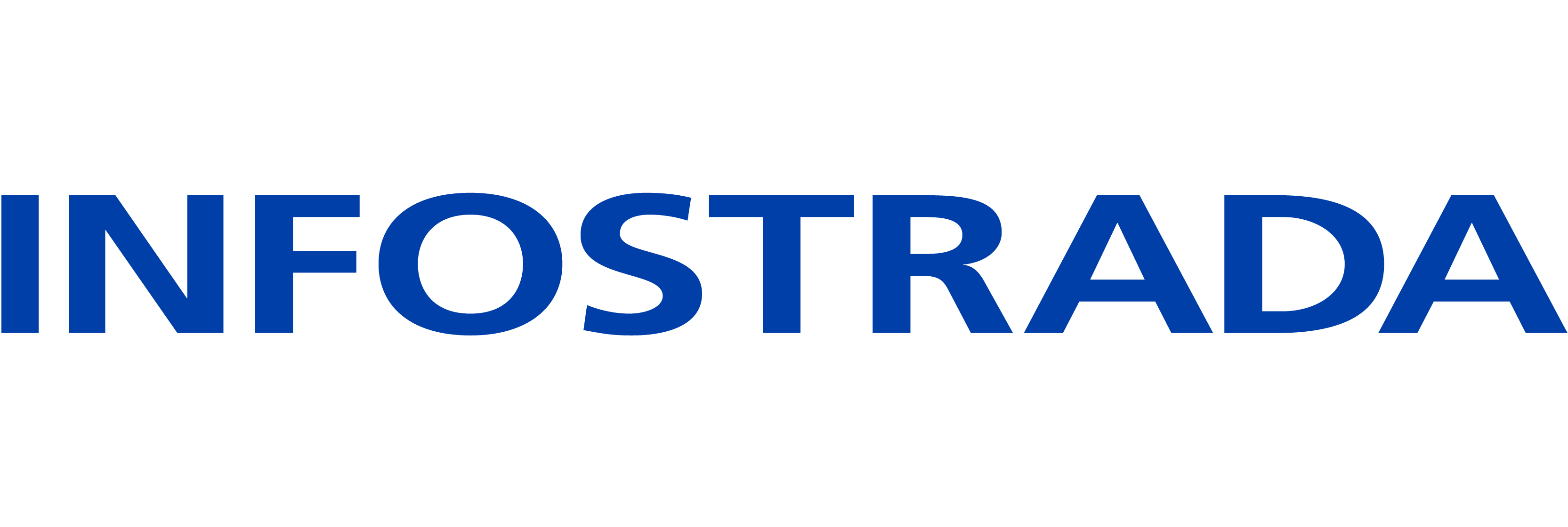
2017–2020

Infostrada S.p.A., plus connue sous le nom de Wind Infostrada, était la filiale de Wind Telecomunicazioni S.p.A. qui s'occupait de ses services de téléphonie fixe, xDSL et fibre optique.
Infostrada est née en 1996 d'un accord entre Olivetti Telemedia et Bell Atlantic, dans le but de concurrencer Telecom Italia dans le secteur de la téléphonie fixe.
Fin 1996, l'entreprise comptait 430 salariés et clôturait le premier exercice avec un chiffre d'affaires de 72 milliards de lires.
En 1997, Mannesmann a pris le relais du partenaire américain, contrôlant Infostrada à travers la société néerlandaise Olivetti Mobile Telephony Services, puis OliMan (50,1% Olivetti, 49,9% Mannesmann), qui deviendra également actionnaire d'Omnitel.
En 1998, Infostrada a conclu un accord avec les Ferrovie dello Stato qui prévoit l'acquisition du droit d'accès à l'infrastructure du réseau ferroviaire pour la pose de câbles téléphoniques et le droit d'utiliser une partie des câbles à fibre optique du RFI (environ 1770 km), pour une durée de 30 ans.
En 1999, Olivetti vend Infostrada à Mannesmann et en 2001, elle deviendra la propriété d'Enel, qui l'intégrera en 2002 à Wind, qui continuera à utiliser la marque.
Le 31 décembre 2016, Wind. a fusionné avec Wind Tre, et comme cela s'est également produit pour Wind, la marque sera toujours utilisée par l'entreprise jusqu'au changement de marque en mars 2020.

## Marques et logos

### Wind

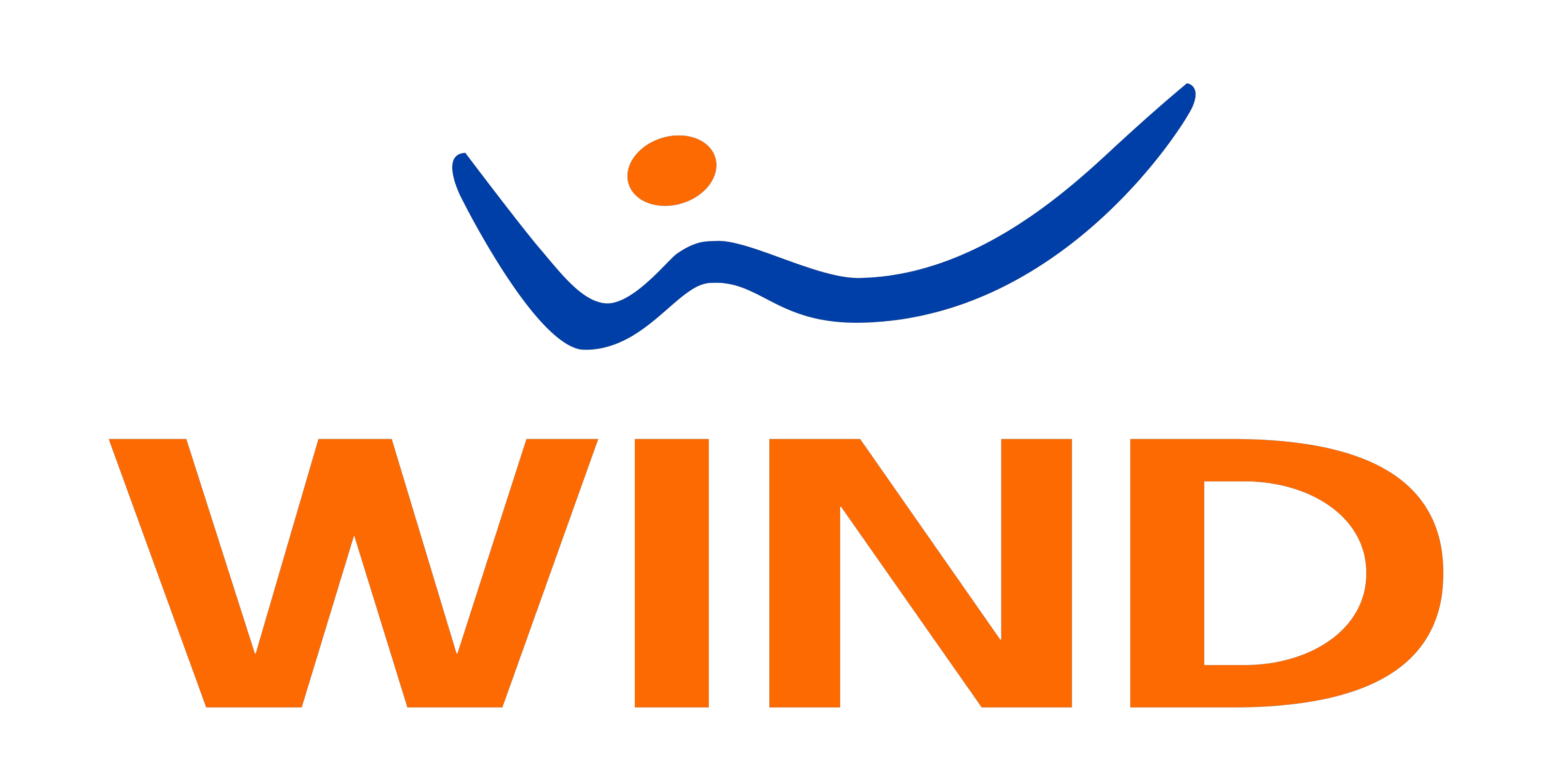
1997–2012
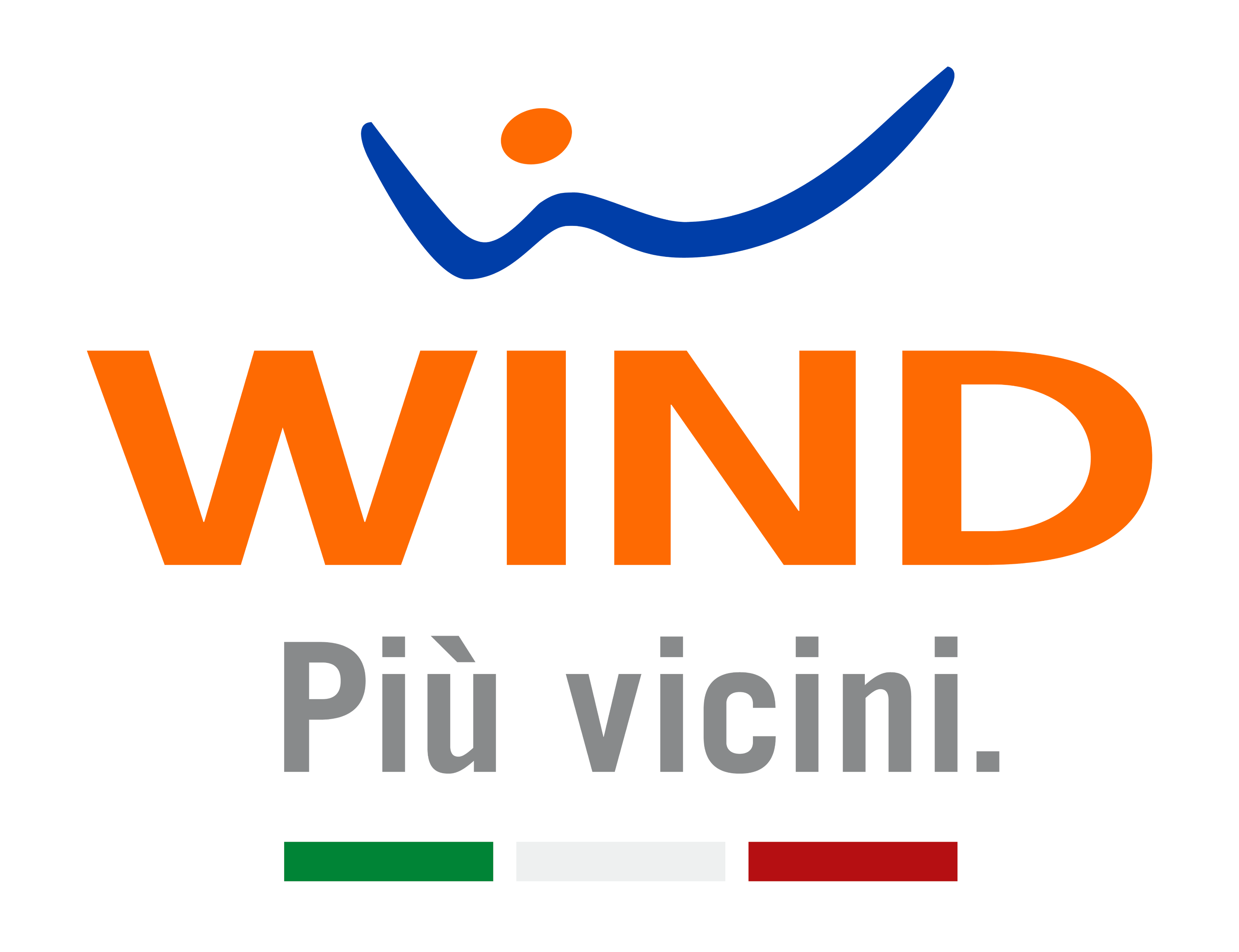
2012–2018
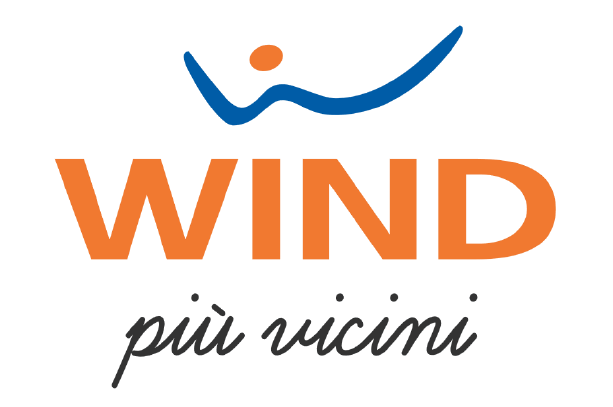
2018–2020

### Wind Business

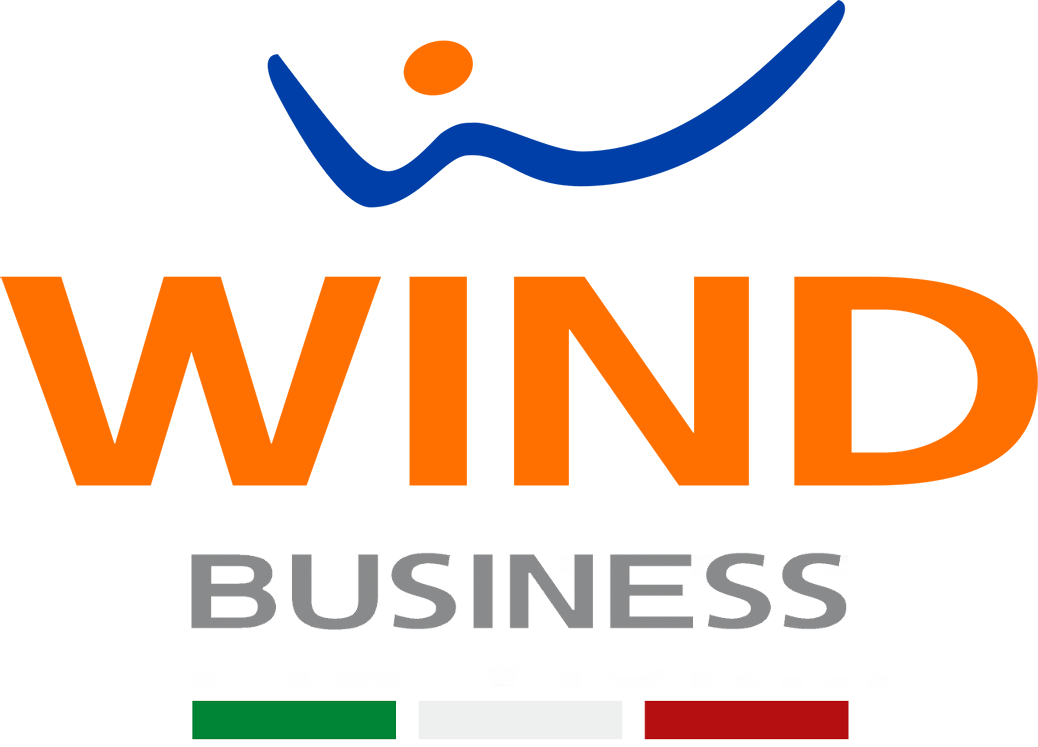
2012–2017

### Infostrada
- 1996–2002
- 2002–2006
- 2006–2012
- 2012–2017
- 2017–2020